# Hydraethiops
Hydraethiops – rodzaj węży z podrodziny zaskrońcowatych (Natricinae) w rodzinie połozowatych (Colubridae).

## Zasięg występowania
Rodzaj obejmuje gatunki występujące w Afryce (Kamerun, Republika Środkowoafrykańska, Gabon, Kongo i Demokratyczna Republika Konga).  

## Systematyka

### Etymologia
Hydraethiops: gr. ὑδρο- hudro- „wodny-”, od ὑδωρ hudōr, ὑδατος hudatos „woda”; Αιθιοψ Aithiops „Etiopczyk, czarny”, od αιθω aithō „palić się, spalić”; ωψ ōps, ωπος ōpos „twarz, oblicze”.

### Podział systematyczny
Do rodzaju należą następujące gatunki:
- Hydraethiops laevis Boulenger, 1904
- Hydraethiops melanogaster Günther, 1872